# Ypthima sulana
Ypthima sulana är en fjärilsart. Ypthima sulana ingår i släktet Ypthima och familjen praktfjärilar. Inga underarter finns listade i Catalogue of Life.